# 川湯溫泉車站

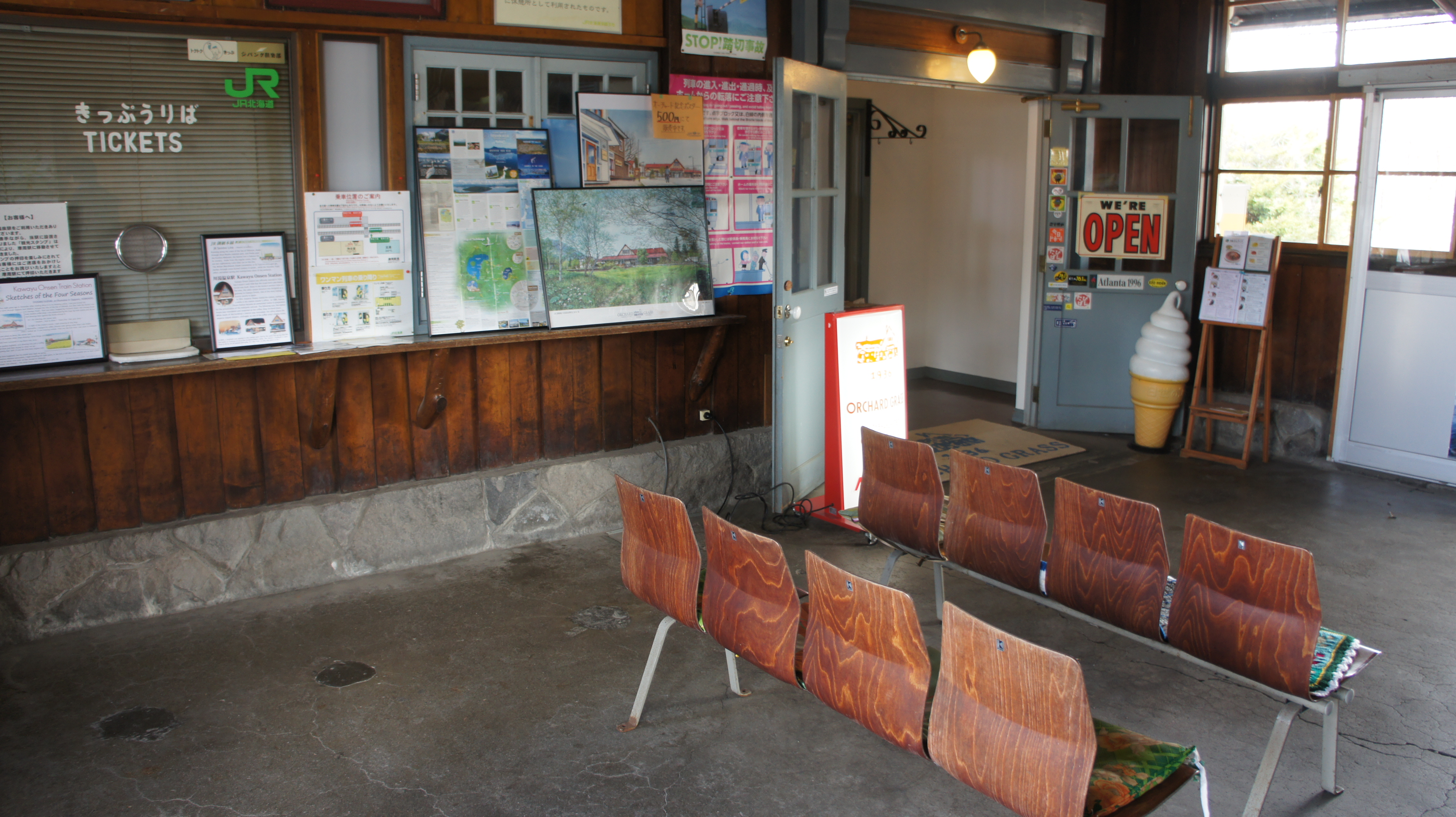
車站內部(2018年5月)

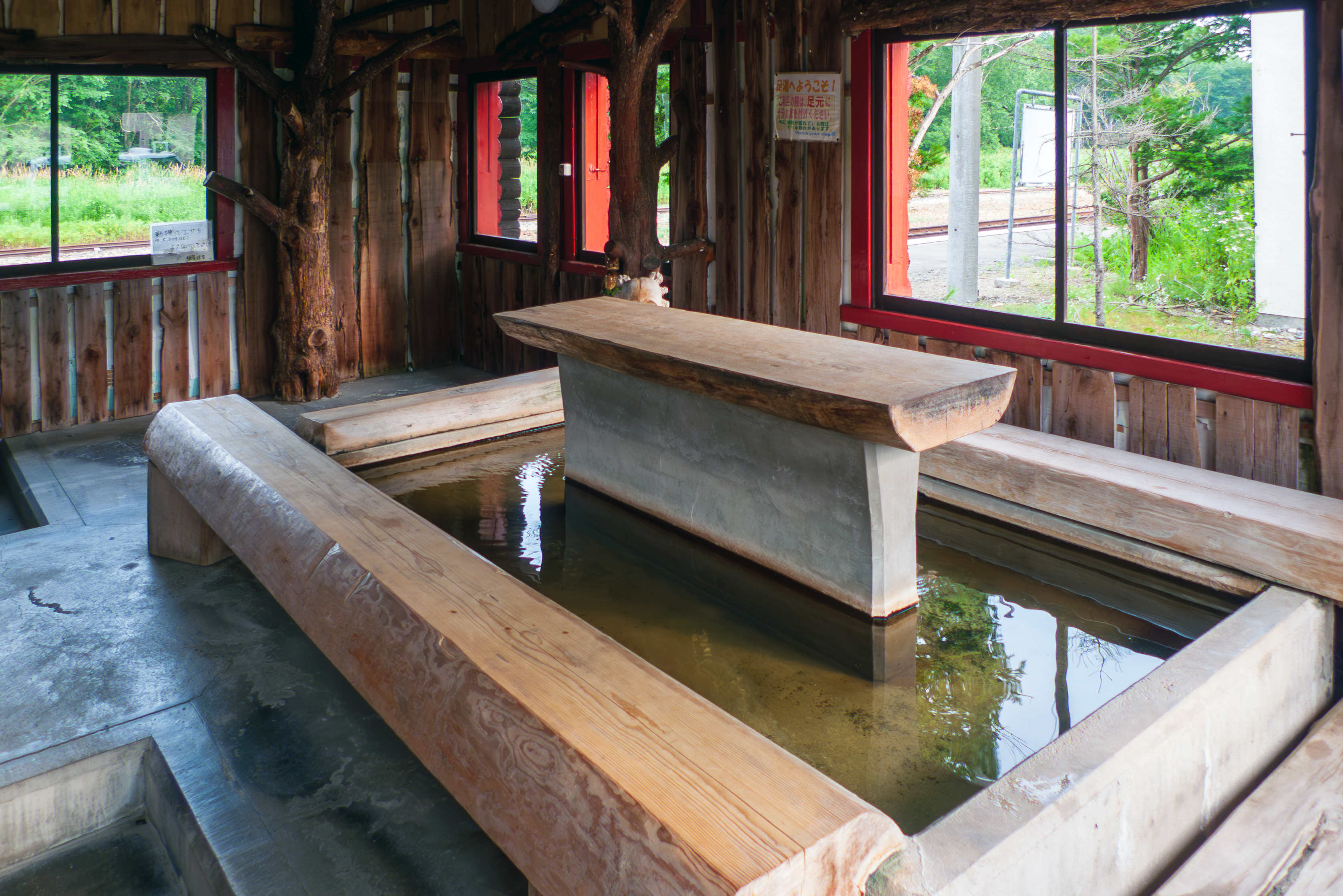
站內的足湯(2015年7月)

川湯溫泉車站（日语：／ Kawayu-onsen eki */?）是由北海道旅客鐵道（JR北海道）所經營的鐵路車站，位於日本北海道川上郡弟子屈町。本站是釧網本線沿線的車站，位於JR北海道釧路支社的管轄範圍内。

## 簡介
本站在1930年初啟用時原名川湯，源自於愛奴語中的「sesek-pet/」，意指「熱的河川」，因此意譯成為「川湯」。現今的站名則是於1988年改用。
本站在1995年廢除簡易委託業務之後，就成為無人車站，但在觀光季節時仍會由摩周車站臨時派人至本站駐站，因此站內仍保留有售票口等有人車站使用的相關設施。站內的辦公室與貴賓室在1987年時改裝為咖啡店「蘭花草」（オーチャードグラス），但並沒有兼營販售車票等與車站有關的服務。除了辦公室改裝而成的咖啡店外，站內原本的舊公共廁所也在新廁所啟用之後，被改裝成一個擁有圓木屋外觀風格的足湯。
此站距離真正的川湯溫泉街約有4公里，因此來訪的旅客得搭乘公車或業者所提供的接駁車前往。站前設有阿寒巴士（阿寒バス）所屬的公車站牌「川湯車站前」（「川湯駅前」停留所）。此站除了是川湯溫泉的出入口之外，也是阿寒摩周國立公園的主要進出門戶。
每年1月至3月之間才會行駛的臨時列車、採用蒸汽機車牽引的SL冬之濕原號（SL冬の湿原号）有部分班次是以本站作為折返點，往返行駛於釧路至本站（或只到標茶車站）之間。除此之外，另一列行駛在釧網本線上的臨時觀光列車釧路濕原諾羅科號（くしろ湿原ノロッコ号）在秋季時也會有一列特別版本「釧路濕原紅葉諾羅科號」（くしろ湿原紅葉ノロッコ号），是以本站作為折返點每日一班往返於釧路與本站之間（一般的釧路濕原諾羅科號只行駛釧路至塘路之間路段）。

## 車站結構

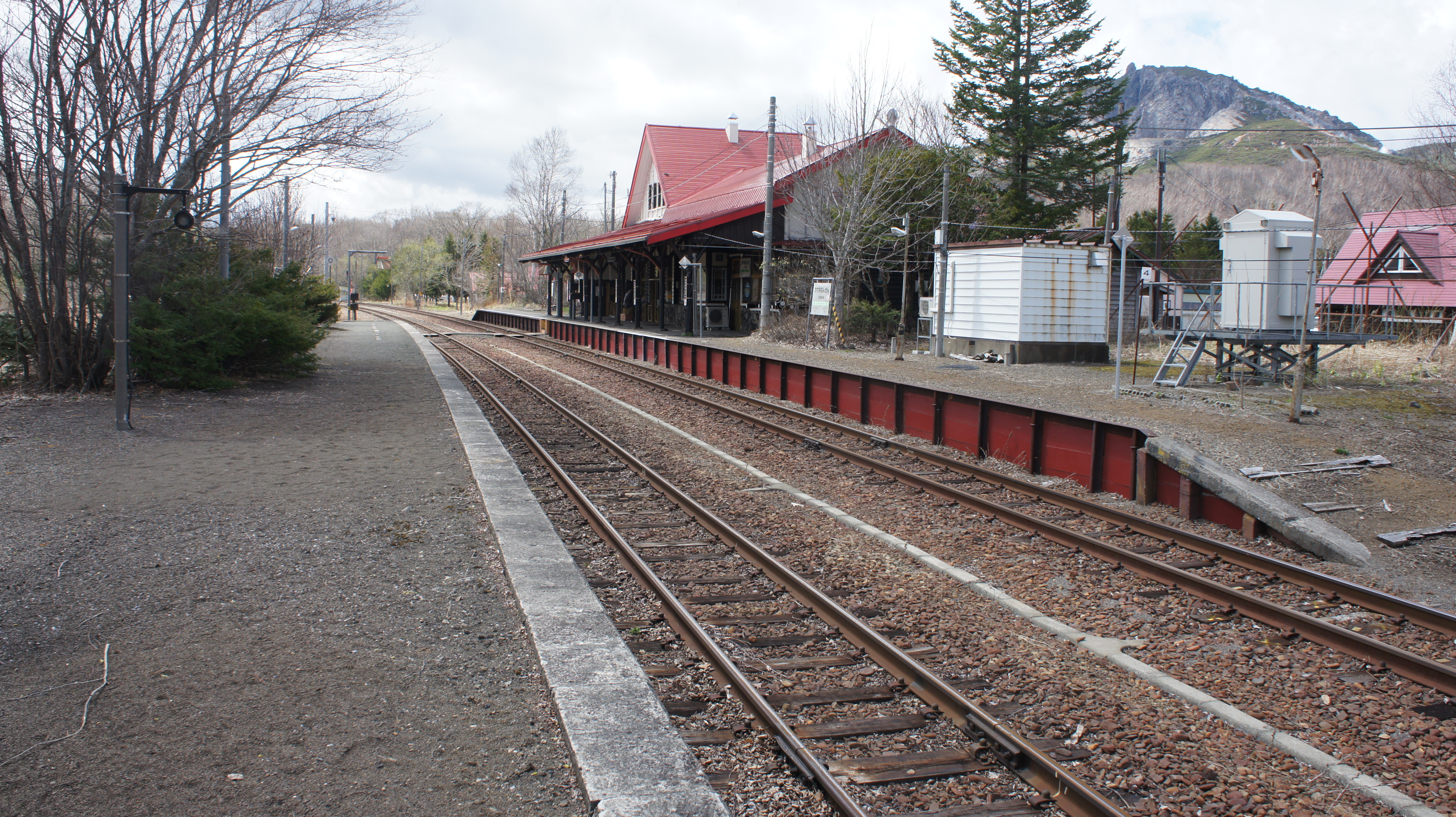
月台(2018年5月)

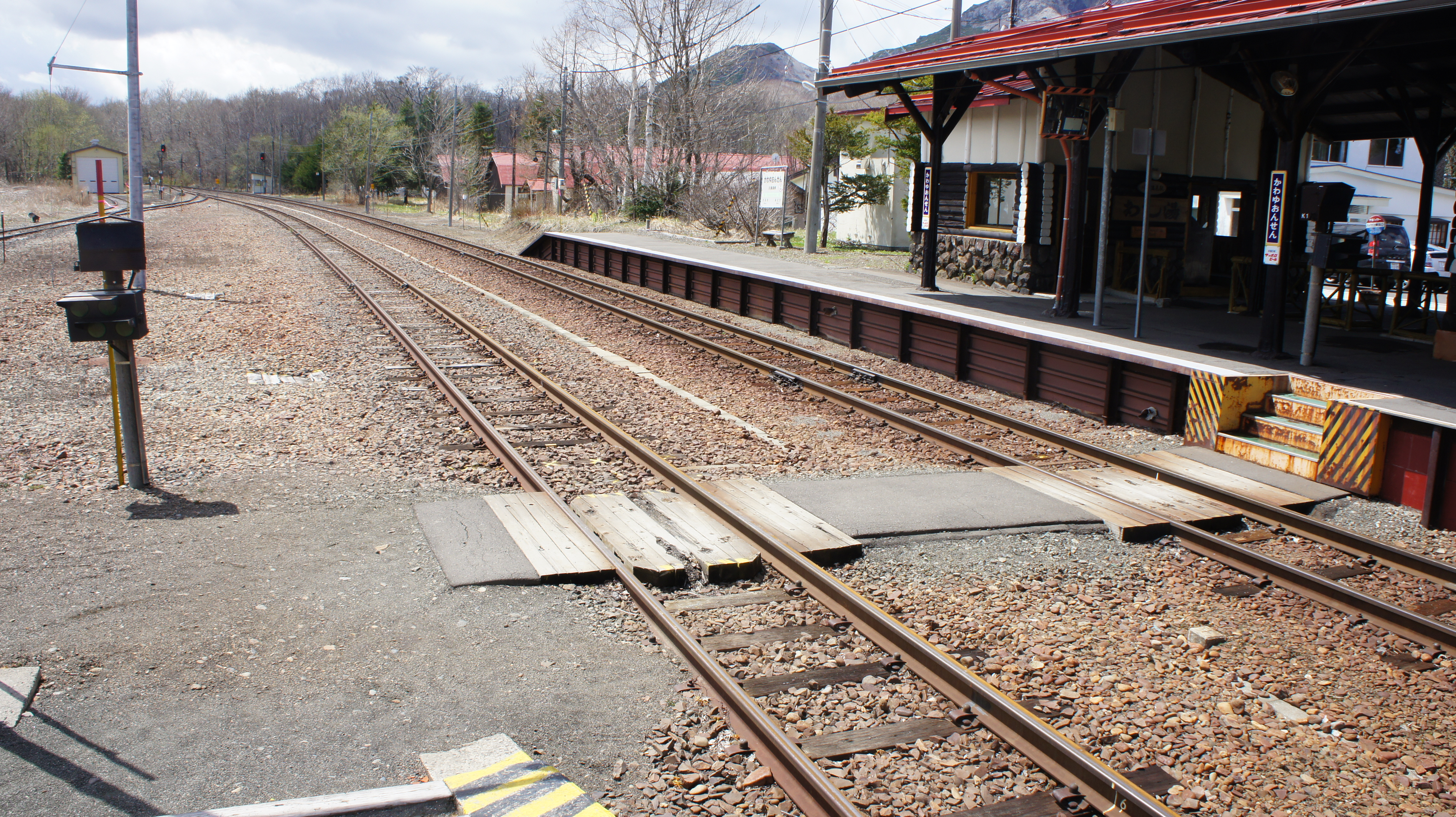
平交道(2018年5月)

本站為對向式月台2面2線的地面車站。此站曾為側式月台和島式月台混合的2面3線，3號月台現在只作為除雪車輛和工程車輛的留置使用。月台之間的移動需使用站內平交道。站內設有側線和車庫。
| 月台 | 路線      | 方向 | 目的地                 | 備註     |
| ---- | --------- | ---- | ---------------------- | -------- |
| 1    | ■釧網本線 | 上行 | 綠、知床斜里、網走方向 |          |
| 1    | ■釧網本線 | 下行 | 摩周、標茶、釧路方向   | 此站始發 |
| 2    | ■釧網本線 | 下行 | 摩周、標茶、釧路方向   |          |

## 歷史
- 1930年（昭和5年）8月20日 - 以國有鐵道川湯車站之名開始營業，為一般車站。
- 1936年（昭和11年）9月25日 - 站房改建。
- 1968年（昭和43年）7月16日 - 與綠車站之間的蒸氣機車輔助用轉車盤停止使用。
- 1979年（昭和54年）7月15日 - 廢除貨運處理。
- 1984年（昭和59年）2月1日 - 廢除行李托運服務。
- 1986年（昭和61年）11月1日 - 車站簡易委託化。
- 1987年（昭和62年）
  - 4月1日 - 國鐵分割民營化後，由JR北海道繼承。
  - 4月10日 - 車站辦公室及貴賓室改裝成咖啡店「蘭花草」（オーチャードグラス）並開始營業。
- 1988年（昭和63年）3月13日 - 改稱為川湯溫泉車站。
- 1995年（平成7年）3月2日 - 廢除簡易委託，車站完全無人化。

## 車站周邊
- 國道391號
- 北海道道422號川湯停車場線
- 川湯車站前簡易郵政局
- 川湯溫泉 (北海道)
- 硫黃山 (弟子屈町)
- 川湯相樸紀念館
- 屈斜路湖
- 阿寒巴士「川湯車站前」車站

## 相鄰車站
北海道旅客鐵道（JR北海道）
■釧網本線
快速「知床」、普通
綠（B67）－川湯溫泉（B66）－美留和（B65）

## 外部連結
- （日語）JR北海道 – 川湯溫泉車站 （页面存档备份，存于）
- （日語）全驛參觀之旅 （页面存档备份，存于）